# عضلات عنقية طويلة

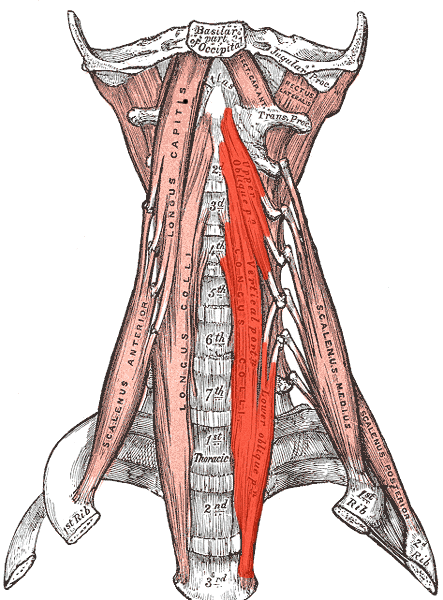

عضلات العنق (أو الرقبة) الطويلة (بالإنجليزية: Longus colli muscle)‏ وتختصر باللاتينية ( Mm.colli ).تعد من أهم العضلات في جسم الإنسان كونها تقوم بتحريك قسم الرأس و في ثنيه وكذلك تجعل الرأس واقفا منتصبا بوضع معين .

## الأقسام
يمكن تقسيم عضلات الرقبة أو العنق إلى ثلاث مجموعات (كل مجموعة يمكن تسميتها طبقة لأنها تلي الاّخرى ) :

1.العضلات السطحية

2.العضلات المتوسطة

3.العضلات العميقة
1. العضلات السطحية تتكون من عضلتين أساسيتين هما : العضلة الجلدية للعنق (Platysma muscle) و عضلة قصية ترقوية خشائية (sternocleidomastoideus).
- - العضلة الجلدية للعنق : وهي إحدى عضلات العنق السطحية ذات وظيفة أساسية لأنها تحفظ الأوردة من الضغط الممكن عليها، وكذلك تستطيع شد زاوية الفم للأسفل مما يعطي عضلات الوجه شكلا منتظما ومحددا . هذه العضلة تبدأ من مستوى الضلع الثانية وتحديدا من اللفافة الصدرية (Pectoral fascia) و تنتهي عند حرف الفك السفلي واللفافة النكفية (fascia parotidea) و اللفافة الماضغة (Masseteric fascia) لتنتهي بعضلات الفم .
- -عضلة قصية ترقوية خشائية :تقع تحت العضلة السابقة . تبدأ من عظم القص و نهاية عظم الترقوة . تنتهي في العظم الصدغي والخط القفوي المتفوق (linea nuchae superior) للعظم القفوي . وظيفتها : عند تقلص العضلة بجهة واحدة معينة فأنها تثني جميع الفقرات الرقبية للعمود الفقري إلى هذه الجهة، بوقت واحد تحدث حركة رفع الرأس و حركة الوجه للجهة المعاكسة .

عند تقلص هذه العضلة من الجهتين فإن العضلة تحمل الرأس عموديا ولهذا السبب هذه العضلة ومنطقة توضعها متطورة بشكل كبير بسبب السير المستقيم القويم للإنسان . و كذالك من التقلص ذو الجهتين ممكن حدوث ثني للقسم الفقري للعمود الفقري مع رفع الوجه بوقت واحد .
3. العضلات العميقة تقسم إلى مجموعتين هما : عضلات ما تحت العضلة اللسانية وتتكون من أربع عضلات .

## العضلات ما تحت العضلة اللسانية
(فوق العضلات السفلية اللسانية) .
تتألف من :
1.عضلات الضرس اللامي (Mylohyoid muscle).
2.عضلات إبرية لامية (Stylohyoid muscle).
3.عضلات ذقنية لامية (Geniohyoid muscle).
4.عضلة ذات البطنين (Digastric muscle) .

## العضلات تحت العضلة اللسانية
تتألف من :
1.عضلات قصية (Sternohyoid muscle)
2.عضلات كتفية لامية (Omohyoid muscle)
3.عضلات قصية درقية (Sternothyroid muscle)
4.عضلات درقية (thyroideus muscle ).

## العضلات العميقة
تقسم إلى تلاثة مجموعات :
(العضلات العميقة الجانبية والعضلات العميقة الوسطية والعضلات العميقة تحت القفوية)

### العضلات العميقة الجانبية
تتألف من :
1.عضلات مخمعية أمامية (Scalenus anterior muscle)
2.عضلات مخمعية وسطى (Scalenus medius muscle)
3.عضلات مخمعية خلفية (Scalenus posterior muscle).

### العضلات العميقة الوسطية
تتألف من :
1.عضلات الرأس الطويلة (Longus capitis muscle)
2.عضلات الرقبة الطويلة.

### العضلات العميقة تحت القفوية
و تتألف من :
1.عضلات رئيسية رأسية خلفية مستقيمة (Rectus capitis posterior major muscle)
2.عضلات ثانوية رأسية خلفية مستقيمة (Rectus capitis posterior minor muscle)
3.عضلات الرأس الامامية المستقيمة (Rectus capitis anterior muscle)
4.عضلات الرأس الوحشية المستقيمة (Rectus capitis lateralis muscle) .

## صور إضافية

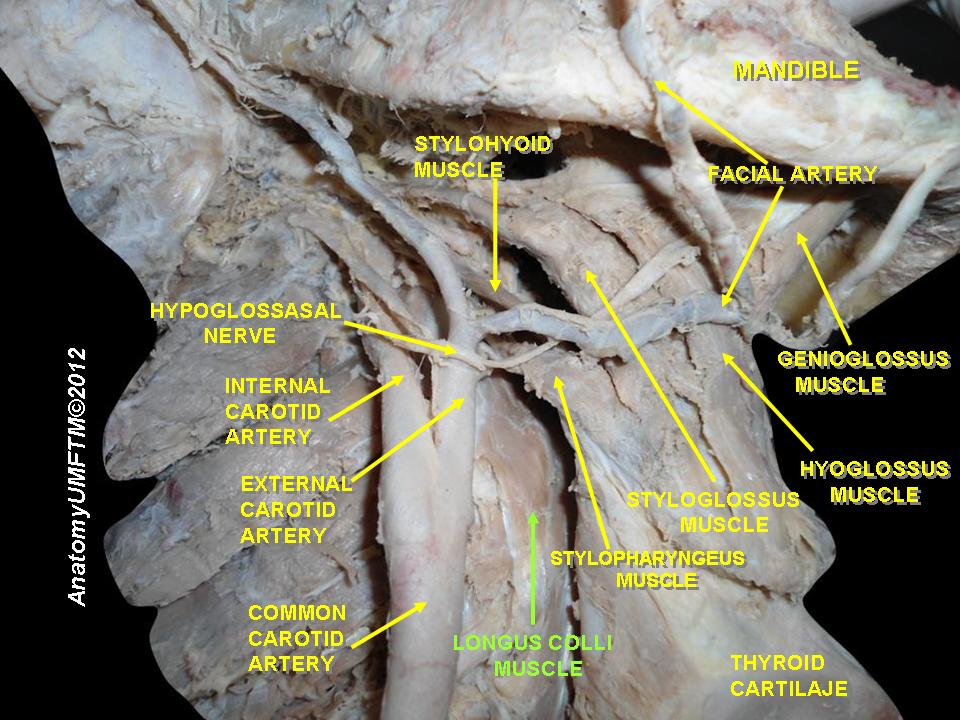
عضلات عنقية طويلة Longus colli muscle
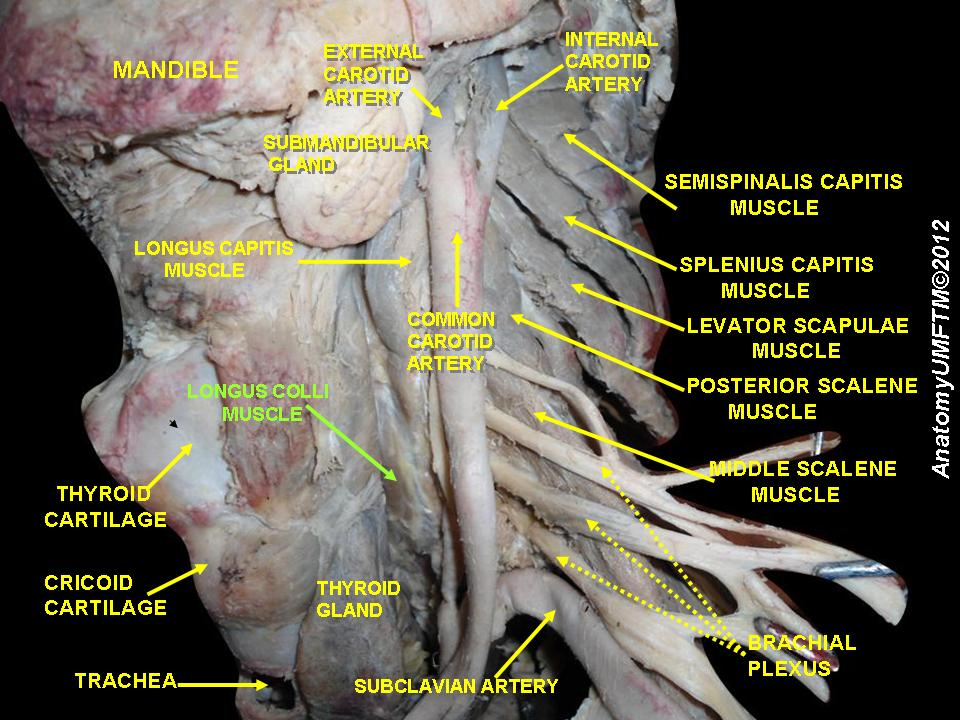
عضلات عنقية طويلة Longus colli muscle
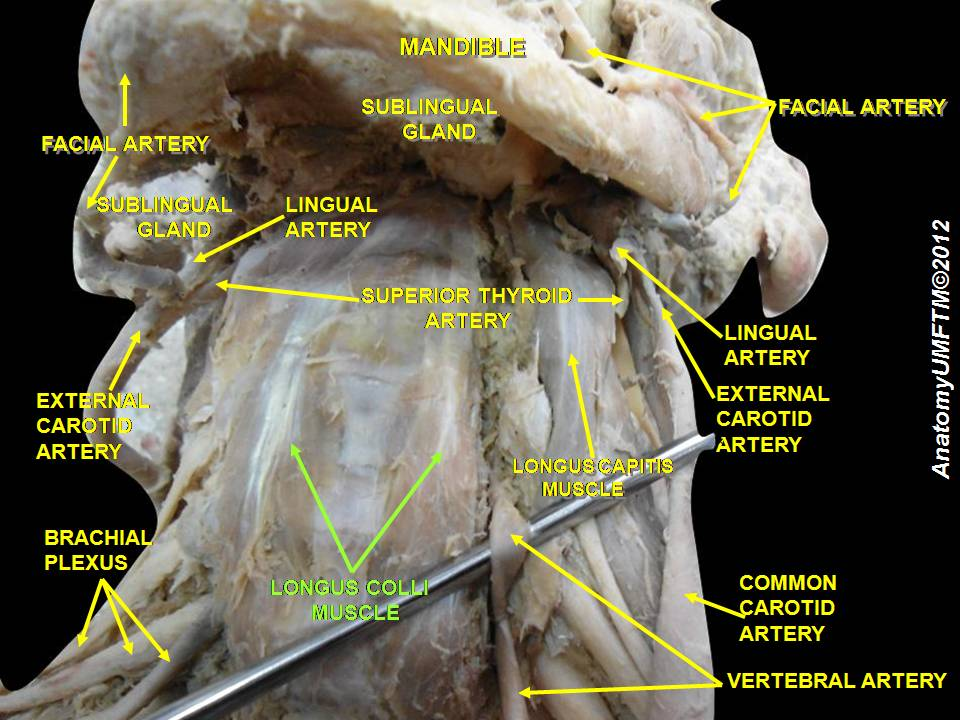
عضلات عنقية طويلة Longus colli muscle

## وصلات اضافية
- المنشأ والمرتكز والتعصيب للعضلة على موقع مدرسة طب شيكاغو ستيرتش في جامعة ليولا
- 946536507 في مفكرة المُمارِس العام
- longus+colli+muscle في قاموس إي ميديسين

- PTCentral
- spinal injury database